# Сан-Віто-аль-Тальяменто
Сан-Віто-аль-Тальяменто (італ. San Vito al Tagliamento, вен. San Vito al Tajamento) — муніципалітет в Італії, у регіоні Фріулі-Венеція-Джулія,  провінція Порденоне.
Сан-Віто-аль-Тальяменто розташований на відстані близько 450 км на північ від Рима, 80 км на захід від Трієста, 16 км на схід від Порденоне.
Населення — 15 106 осіб (2014).

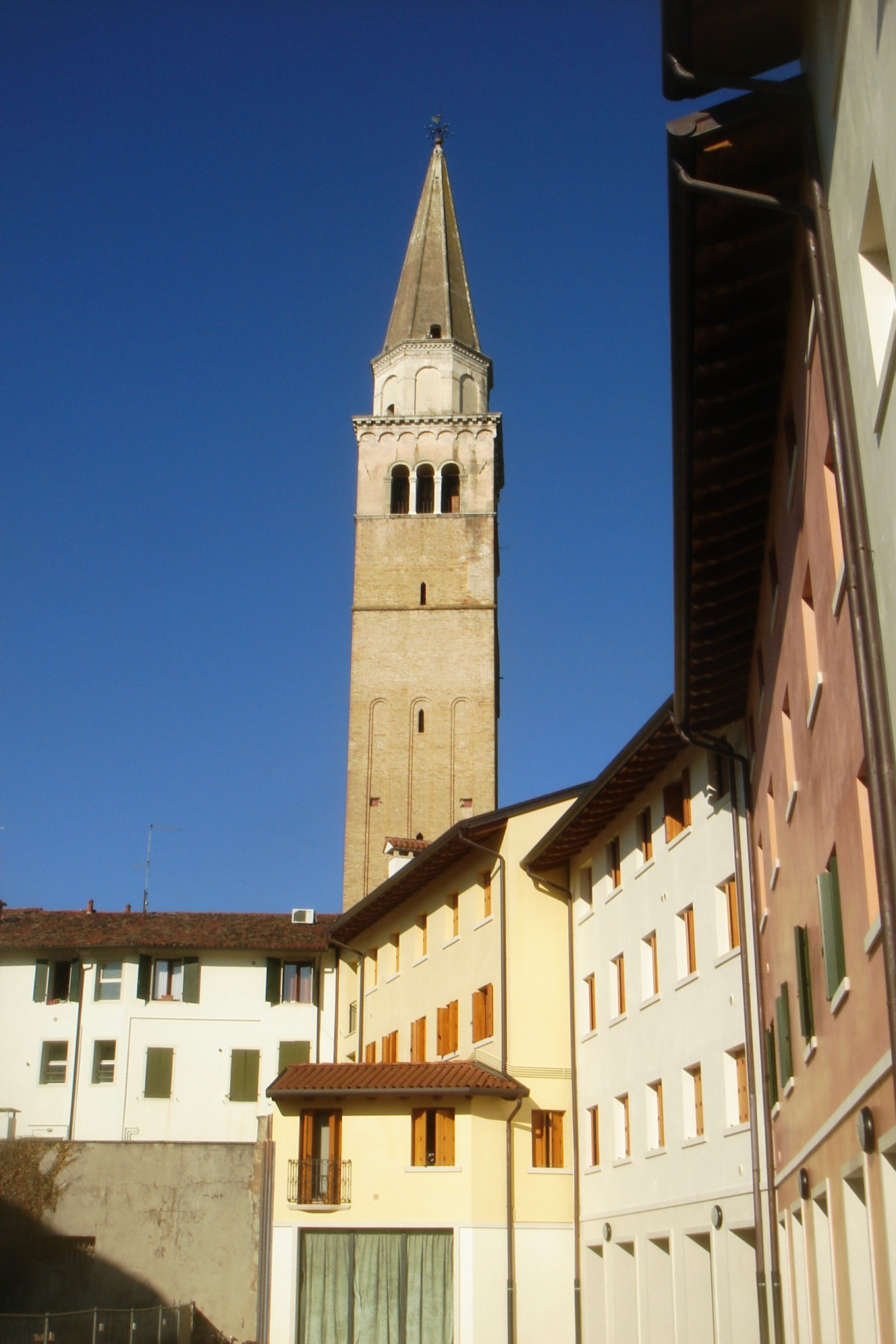

Щорічний фестиваль відбувається 15 червня. Покровитель —  Santi Vito, Modesto e Crescenzia.

## Демографія
Населення за роками:

Станом на 1 січня 2023 року в муніципалітеті офіційно проживало 1420 іноземців з 68 країн, серед них 625 громадян країн Євросоюзу та 49 громадян України.

## Сусідні муніципалітети
- Каміно-аль-Тальяменто
- Казарса-делла-Деліція
- Кйонс
- Кодроїпо
- Фьюме-Венето
- Морсано-аль-Тальяменто
- Сесто-аль-Регена
- Вальвазоне-Арцене